# Novák Katalin
Novák Katalin Éva (sinh ngày 6 tháng 9 năm 1977) là một chính trị gia người Hungary, là tổng thống đắc cử của Hungary, đã được bầu trong cuộc bầu cử tổng thống năm 2022. Sau khi nhậm chức, bà sẽ trở thành nữ tổng thống đầu tiên của Hungary. Là thành viên của đảng chính trị Fidesz, Novák cũng đã từng là Đại biểu Quốc hội kể từ năm 2018 và là Bộ trưởng Phụ trách các vấn đề gia đình trong Chính phủ Orbán lần thứ tư từ năm 2020 đến năm 2021.

## Học vấn
Sau khi hoàn thành chương trình giáo dục trung học tại Trường Trung học Ságvári Endre ở Szeged vào năm 1996, Novák theo học kinh tế tại Đại học Corvinus Budapest và luật tại Đại học Szeged. Khi còn là sinh viên, bà cũng đã đi du học tại Đại học Paris Nanterre. Ngoài tiếng Hungary, Novák còn nói được tiếng Pháp, tiếng Anh và tiếng Đức.

## Sự nghiệp
Novák bắt đầu làm việc tại Bộ Ngoại giao vào năm 2001, chuyên về Liên minh châu Âu và các vấn đề châu Âu. Năm 2010, bà trở thành cố vấn cấp bộ và năm 2012 được bổ nhiệm làm Trưởng phòng Nội các của Bộ Nhân sự.
Năm 2014, bà trở thành Thư ký Nhà nước về Các vấn đề Gia đình và Thanh niên tại Bộ Khả năng của Con người, cuối cùng trở thành Bộ trưởng Bộ Các Vấn đề Gia đình vào tháng 10 năm 2020, đảm nhiệm vị trí cho đến tháng 12 năm 2021.
Bà từng là Phó Chủ tịch Fidesz từ năm 2017 đến năm 2021.
Vào ngày 21 tháng 12 năm 2021, Thủ tướng Viktor Orbán thông báo rằng Novák sẽ là ứng cử viên trong cuộc bầu cử tổng thống năm 2022. Vào ngày 10 tháng 3 năm 2022, bà giành được 137/188 phiếu bầu tại Quốc hội.

## Đời tư
Katalin Novák đã kết hôn và có ba người con.

## Tranh cãi về sửa đổi hiến pháp
Trên cương vị là Bộ trưởng Bộ Gia đình, sử dụng quyền hạn khẩn cấp được cấp cho chính phủ theo luật COVID đặc biệt được thông qua vào đầu năm đó, chính phủ đã thông qua một sửa đổi hiến pháp quy định các bà mẹ là phụ nữ và cha là nam giới, đồng thời loại trừ những người độc thân nhận con nuôi. Do đó, về cơ bản, việc cấm các cặp đồng tính nhận con nuôi là một lỗ hổng thường được sử dụng trước đây trong đó các thành viên của một cặp đồng tính có thể chính thức nhận con nuôi của họ. Con đường duy nhất còn lại để nhận con nuôi cho các cặp vợ chồng bị ảnh hưởng là nếu Katalin Novák tự mình chấp thuận với tư cách bộ trưởng.
Sự thay đổi hiến pháp này đã tạo ra phản ứng từ nhiều người. Trong số đó có nhà văn Hungary Gergely Homonnay, nhà báo, giáo viên và nhà hoạt động của đảng đối lập DK, người đã gọi Novák là "kẻ phá hoại nazi" trong một bài đăng trên Facebook. Novák sau đó đã thắng kiện liên quan đến vụ án. Vài tháng sau bản án, vào ngày 1 tháng 1 năm 2022, Homonnay được phát hiện đã chết ở Rome, cái chết của ông đang được cảnh sát địa phương điều tra.

## Giải thưởng
Năm 2019, bà được trao Huân chương Bắc đẩu bội tinh của Pháp và Huân chương Công trạng của Cộng hòa Ba Lan.